# Elizabeth Banks
Elizabeth Banks (născută Elizabeth Irene Mitchell; 10 februarie 1974) este o actriță, regizoare și producătoare de film americană.
Și-a făcut debutul cinematografic în filmul independent Surrender Dorothy (1998) și e cunoscută în special pentru rolurile sale din filmele Seabiscuit (2003), The 40-Year-Old Virgin (2005), Invincible (2006), Definitely, Maybe (2008), W. (2008), Role Models (2008), The Uninvited (2009), The Next Three Days (2010), People Like Us (2012), Man on a Ledge (2012), Pitch Perfect (2012), Movie 43 (2013), The Lego Movie (2014) și seria de filme The Hunger Games (2012–15).

## Filmografie

### Film
| An   | Titlu                                 | Rol                      | Note |
| ---- | ------------------------------------- | ------------------------ | --- |
| 1998 | Surrender Dorothy                     | Vicki                    | Creditată ca Elizabeth Casey                                                                                                 |
| 2000 | Shaft                                 | Prietena lui Trey        | Creditată ca Elizabeth Maresal Mitchell                                                                                      |
| 2001 | Wet Hot American Summer               | Lindsay                  | |
| 2001 | Ordinary Sinner                       | Rachel                   | |
| 2002 | Spider-Man                            | Betty Brant              | |
| 2002 | Swept Away                            | Debi                     | |
| 2002 | Catch Me If You Can                   | Lucy Forrest             | |
| 2003 | The Trade                             | Sioux Sever              | |
| 2003 | Seabiscuit                            | Marcela Howard           | Nominalizare—Screen Actors Guild Award for Outstanding Performance by a Cast in a Motion Picture                             |
| 2004 | Spider-Man 2                          | Betty Brant              | |
| 2005 | Heights                               | Isabel                   | |
| 2005 | Sexual Life                           | Sarah                    | |
| 2005 | The Sisters                           | Nancy Pecket             | |
| 2005 | The Baxter                            | Caroline Swann           | |
| 2005 | The 40-Year-Old Virgin                | Beth                     | |
| 2005 | Daltry Calhoun                        | May                      | |
| 2006 | Slither                               | Starla Grant             | |
| 2006 | Invincible                            | Janet Cantrell           | Nominalizare—MTV Movie Award for Best Kiss (Shared with Mark Wahlberg)                                                       |
| 2007 | Spider-Man 3                          | Betty Brant              | |
| 2007 | Meet Bill                             | Jess                     | |
| 2007 | Fred Claus (Fratele lui Moș Crăciun)  | Charlene                 | |
| 2008 | Definitely, Maybe                     | Emily Jones              | |
| 2008 | Meet Dave                             | Gina Morrison            | |
| 2008 | Lovely, Still                         | Alex                     | |
| 2008 | Zack and Miri Make a Porno            | Miriam "Miri" Linky      | |
| 2008 | W.                                    | Laura Bush               | Nominalizare—Detroit Film Critics Society Award for Best Supporting Actress                                                  |
| 2008 | Role Models                           | Beth Jones               | |
| 2009 | Big Breaks                            | Starlet                  | Film de scurtmetraj |
| 2009 | The Uninvited                         | Rachel Summers           | |
| 2009 | Surrogates                            |                          | Producător executiv |
| 2010 | The Next Three Days                   | Lara Brennan             | |
| 2011 | The Details                           | Nealy Lang               | |
| 2011 | Just a Little Heart Attack            | Woman                    | Film de scurtmetraj; plus regizoare                                                                                          |
| 2011 | Our Idiot Brother                     | Miranda                  | |
| 2012 | Man on a Ledge                        | Lydia Mercer             | |
| 2012 | The Hunger Games                      | Effie Trinket            | Câștigătoare a MTV Movie Award for Best Transformation Nominalizare—Teen Choice Award for Choice Movie Scene Stealer: Female |
| 2012 | What to Expect When You're Expecting  | Wendy                    | |
| 2012 | People Like Us                        | Frankie                  | |
| 2012 | Pitch Perfect                         | Gail Abernathy-McKadden  | + producătoare |
| 2013 | Movie 43                              | Amy                      | Segmentul: "Beezel"; a regizat segmentul "Middleschool Date"                                                                 |
| 2013 | The Hunger Games: Catching Fire       | Effie Trinket            | Nominalizare—San Diego Film Critics Society Award for Best Supporting Actress                                                |
| 2014 | Little Accidents                      | Diane Doyle              | |
| 2014 | The Lego Movie                        | Wyldstyle/Lucy           | Voce |
| 2014 | Walk of Shame                         | Meghan Miles             | |
| 2014 | Every Secret Thing                    | Detectiv Nancy Porter    | |
| 2014 | Love and Mercy                        | Melinda Ledbetter Wilson | |
| 2014 | The Hunger Games: Mockingjay – Part 1 | Effie Trinket            | |
| 2015 | Pitch Perfect 2                       | Gail Abernathy-McKadden  | De asemenea regizoare și producătoare; filmare                                                                               |
| 2015 | The Hunger Games: Mockingjay – Part 2 | Effie Trinket            | |

### Televiziune
| An            | Titlu                             | Rol                                         | Note |
| ------------- | --------------------------------- | ------------------------------------------- | --- |
| 1999          | All My Children                   | Waitress                                    | Un episod |
| 1999          | Third Watch                       | Elaine Elchisak                             | Episodul: "Patterns" (creditată ca Elizabeth Maresal Mitchell)                                               |
| 2000          | Sex and the City                  | Catherine                                   | Episodul: "Politically Erect"                                                                                |
| 2001          | Law & Order: Special Victims Unit | Jaina Tobias Jansen                         | Episodul: "Sacrifice"                                                                                        |
| 2002          | Without a Trace                   | Clarissa                                    | Episodul: "Snatch Back"                                                                                      |
| 2005          | Stella                            | Tamara                                      | Episodul: "Meeting Girls"                                                                                    |
| 2006–07, 2009 | Scrubs                            | Dr. Kim Briggs                              | 15 episoade                                                                                                  |
| 2007–08       | Wainy Days                        | Shelly                                      | 3 episoade                                                                                                   |
| 2007, 2008    | American Dad!                     | Becky Arangino Lisa Silver                  | 3 episoade; voce                                                                                             |
| 2008          | Comanche Moon                     | Maggie Tilton                               | Miniserial                                                                                                   |
| 2009, 2013/14 | Modern Family                     | Sal                                         | 3 episoade                                                                                                   |
| 2010–12       | 30 Rock                           | Avery Jessup                                | 15 episoade Nominalizare—Primetime Emmy Award for Outstanding Guest Actress in a Comedy Series (2011 & 2012) |
| 2012          | Family Guy                        | Pam Fishman (voce)                          | Episodul: "Into Fat Air"                                                                                     |
| 2012          | Robot Chicken                     | Mrs. Claus / Shana 'Scarlett' O'Hara (voce) | Episodul: "Robot Chicken's ATM Christmas Special"                                                            |
| 2013          | Timms Valley                      | Beth Billings-Timms (voce)                  | Episod pilot                                                                                                 |
| 2014          | Phineas and Ferb                  | Grulinda (voce)                             | Episodul: "Imperfect Storm"                                                                                  |